# Espiel (kommunhuvudort)
Espiel är en kommunhuvudort i Spanien.   Den ligger i provinsen Province of Córdoba och regionen Andalusien, i den centrala delen av landet, 270 km söder om huvudstaden Madrid. Espiel ligger 715 meter över havet och antalet invånare är 2 332.
Terrängen runt Espiel är lite kuperad. Runt Espiel är det glesbefolkat, med 9 invånare per kvadratkilometer. Närmaste större samhälle är Villaviciosa de Córdoba, 13,0 km söder om Espiel. Omgivningarna runt Espiel är huvudsakligen savann.